# 山田至康
山田 至康（やまだ よしやす、生年不明 - 2011年（平成23年）2月）は、日本の医学者、医学博士。日本小児救急医学会理事長、順天堂大学医学部教授。

## 略歴
- 1976年 - 順天堂大学医学部 卒業
- 1981年3月31日 - 神戸大学大学院医学研究科博士課程修了、医学博士
- 公文病院 勤務
- 六甲アイランド甲南病院 勤務
- 順天堂大学医学部・大学院医学研究科 教授
- 日本小児救急医学会 理事長
- 2011年2月12日 - 登山で訪れていた西穂高岳（飛騨山脈）で、下山中に滑落して行方不明となる。
- 2011年2月14日 - 雪に埋まっている所を長野県の防災ヘリコプターに発見されたが、既に死亡していた。享年61。死因は脳挫傷[1]。

## 受賞歴
- 2006年 - 第35回兵庫県医療功労賞

## 出版物
編著
- 2009年 - 『フローチャート小児救急 : 緊急度に応じた診療の手順』 総合医学社 ISBN 978-4-88378-385-4

共編
- 2007年 - 『子育て支援のための小児保健学』 日本小児医事出版社 ISBN 978-4-88924-167-9

博士論文
- 1981年 - 『小児腎疾患における免疫複合体に関する臨床免疫学的研究 : 急性糸球体腎炎、紫斑病性腎炎を中心に』 神戸大学 甲第349号